# Urmia
Urmia, eller Orumiyeh (persiska: اُرومیّه; uttal (fil)), är en stad vid Urmiasjön i nordvästra Iran. Den är administrativ huvudort för delprovinsen Urmia och för provinsen Västazarbaijan och hade cirka 740 000 invånare vid folkräkningen 2016. Urmia hette förr Rezaiyeh. Stadens befolkning består i huvudsak av kurder och  azerer.[källa behövs]
I staden talas persiska, azeri och kurdiska.[källa behövs]
Urmia ligger 596 km nordväst om Teheran och 17 km från den västra stranden av sjön Urmia, söder om Khoy och Salmas, och norr om Naghadeh och Piranshahr.